# Het einde van Eeuwigheid
Het einde van eeuwigheid (Engels: The End of Eternity) is een boek uit 1955 van de Amerikaanse schrijver Isaac Asimov over tijdreizen en social engineering. Een Nederlandstalige versie verscheen in 1972, in 1991 verscheen een nieuwe vertaling (Meulenhoff) van Thomas Wintner. Hoewel in het boek, in tegenstelling tot veel van zijn boeken, geen robots voorkomen, is het thema hetzelfde.
De mensheid wordt door een weliswaar goedbedoelende macht in bedwang gehouden, maar wordt hierdoor tevens in de ontwikkeling belemmerd. Eeuwigheid behoedt de mensheid voor oorlogen en andere onrechten, maar is hierdoor tevens de oorzaak van haar uiteindelijke ondergang. Men zal uiteindelijk zichzelf moeten ontwikkelen, fouten maken, en leren van die fouten. Het boek staat in het teken van een zogenaamde ontologische paradox.

## De plot
Andrew Harlan, de protagonist, is een Eeuwiger (medewerker) van Eeuwigheid. Eeuwigheid is een organisatie die is ontstaan door de uitvinding van tijdreizen in de 24e eeuw. De taak van Eeuwigheid is de geschiedenis zodanig te beïnvloeden dat oorlogen en onrecht zo veel mogelijk worden vermeden.
De organisatie analyseert de geschiedenis ('realiteit'), en brengt hier kleine wijzigingen in aan die door middel van het 'vlindereffect' grote gevolgen hebben. Er zal bijvoorbeeld ergens een uitvinding worden gedaan waardoor een land een wapen kan ontwikkelen en een oorlog begint. Eeuwigheid zal deze situatie analyseren, en berekenen hoe deze oorlog kan worden vermeden en wat de gevolgen zijn. Dit kan bijvoorbeeld door een Eeuwiger naar die tijd te sturen en de uitvinder te hinderen waardoor de uitvinding er niet komt en de oorlog dus ook niet. Een dergelijke ingreep heet een Realiteitswijziging. Realiteitswijzigingen kunnen een grootvaderparadox veroorzaken, en daarom bestaat Eeuwigheid buiten de Tijd, hoewel nieuwkomers uiteraard uit alle eeuwen worden gerekruteerd. Eeuwigers kunnen via een 'tijdlift' naar eerdere ('neertijds') en latere ('optijds') eeuwen reizen.
Eeuwigheid heeft zich verder en verder uitgebreid en beslaat meer dan 30.000 eeuwen. Tijdens deze tijdsspanne heeft de mensheid zich na de 20e eeuw vrijwel niet verder ontwikkeld. Pas in de 30e eeuw vond de eerste kernexplosie plaats. Ook probeerde de mensheid telkens het heelal te verkennen, maar dat mislukte iedere keer. De medewerkers bij Eeuwigheid verbazen zich er een beetje over waarom de mensen telkens weer die malle neiging krijgen de ruimte in te gaan en kale steenklompen te verkennen. De mensheid leeft immers prinsheerlijk op Aarde.
Harlan ontmoet een vrouw, Noÿs Lambent, wordt verliefd op haar, en smokkelt haar stiekem tegen de regels in mee naar Eeuwigheid en omdat hij bang is dat haar bestaan anders uitgewist wordt bij de komende Realiteitswijziging. Zijn superieuren komen hierachter en geven hem een fikse uitbrander. 
Omdat Harlan een expert is in Realiteitswijzigingen werkt hij mee aan een speciaal project. Cooper, een jonge Eeuwiger, moet naar de 24e eeuw gestuurd worden om daar Vikkar Mallansohn, een geleerde, te onderwijzen over tijdreizen. Mallansohn geldt namelijk als de uitvinder van het tijdreizen, en als hij zijn uitvinding niet doet wordt de tijdreistechnologie niet uitgevonden en komt er dus ook geen Eeuwigheid. Cooper zal echter zelf Mallansohn worden, en zo blijkt dat Eeuwigheid in feite in een soort tijdlus zit die het zelf in stand moet houden. Dit moet via een speciale tijdlift, want er is geen Eeuwigheid in de 24e eeuw. Harlan is echter zo boos over zijn superieuren, dat hij de tijd verkeerd instelt en Cooper naar 1932 transporteert. Dit is gevaarlijk, want als Cooper niet het tijdreizen kan uitvinden komt er geen Eeuwigheid en worden alle realiteiten na 1932 vernietigd omdat de realiteit vanaf 1932 een nieuwe tijdlijn zal volgen. Eeuwigheid zal dan verdwijnen en al haar werk is dan voor niets geweest.
Harlan zoekt naar een teken van Cooper uit het verleden, en vindt die in een advertentie in een beurstijdschrift uit 1932. De advertentie toont een paddenstoelwolk als van een kernexplosie met de tekst All Talk Of the Market (A-T-O-M, atoom). Dit moet van Cooper afkomstig zijn, want de eerste kernexplosie vond pas in de 30e eeuw plaats. Harlan wil Eeuwigheid best met deze kennis helpen, maar onder een voorwaarde: hij mag zijn geliefde ophalen en meenemen. De leiding van Eeuwigheid ziet in dat zij geen keus hebben, en Noÿs wordt opgehaald en met Harlan naar 1932 gestuurd.
Daar ontdekt Harlan dat Noÿs in feite een agent is van de mensheid uit de verre toekomst, voorbij de 100.000e eeuw. Deze eeuwen worden binnen Eeuwigheid de Verboden Eeuwen genoemd, omdat er een 'tijdsbarrière' is die Eeuwigheid belemmert deze eeuwen binnen te gaan. Noÿs' volk had eveneens het tijdreizen ontdekt, en ontdekt dat de mensheid in de toekomst zou uitsterven. De mensheid zou eens in de toekomst de hyperruimtetechnologie ontdekken en de ruimte verkennen, maar daar al snel ontdekken dat alle omliggende stelsels al gekoloniseerd waren door andere rassen. Terwijl de mensheid op Aarde gevangen werd gehouden door de manipulaties van Eeuwigheid, hadden andere rassen het heelal al gekoloniseerd, en was er voor de mensheid geen plaats meer. De mensheid zou haar tastende vingers terugtrekken en thuisblijven, en uiteindelijk van moedeloosheid uitsterven.
Noÿs' volk ontdekte dat de waarschijnlijkheidsgraad waarin de mensheid in hun tijd leefde zeer laag was, en onderzocht het verleden om daar op het uitbreidende Eeuwigheid te stuiten. Hoewel Eeuwigheid goedbedoeld was houden ze met hun Realiteitswijzigingen de ontwikkelingen van de mensheid tegen en veroorzaken ze uiteindelijk hun uitsterven. De tijdsbarrière was opzettelijk door Noÿs' mensen aangebracht om te voorkomen dat Eeuwigheid zich verder zou uitbreiden.
De enige manier om dit te verhinderen is Eeuwigheid uitwissen. En dat kan heel simpel, namelijk door Cooper niet te helpen. Weliswaar zal de mensheid dan verschillende oorlogen en genociden meemaken, maar zal de wetenschappelijke ontwikkeling ook met reuzenschreden vooruit gaan. Zo zal de eerste kernexplosie al in 1945 plaatsvinden in plaats van in de 30e eeuw. Uiteindelijk zal de mensheid een Galactisch Keizerrijk stichten.
Harlan wil Noÿs aanvankelijk doden, maar realiseert zich dat ze gelijk heeft. Op het moment dat hij besluit Noÿs te helpen verdwijnt de tijdlift. De realiteit is grondig gewijzigd in de realiteit waarin wij nu leven.